# Schwarzwasserstelz
Schwarzwasserstelz ist eine abgegangene Wasserburg unweit Kaiserstuhl, die der Rheininsel im Hochrhein, auf der sie stand, ihren Namen gegeben hat. Ihr gegenüber findet man heute noch am deutschen Ufer die Burgruine Weisswasserstelz und gegenüber Kaiserstuhl auf deutscher Seite am Grenzübergang die Burg Rotwasserstelz. Der Name Wasserstelz bezieht sich auf die Lage der Burg im Wasser. Die auf der anderen (badischen) Rheinseite gelegene Weisswasserstelz ist jünger und wohl durch Erbteilung entstanden, sie steht auf dem Hochufer. Die Burg Rotwasserstelz hiess ursprünglich Rotenleim (roter Lehm) bzw. Rötteln.

## Geschichte

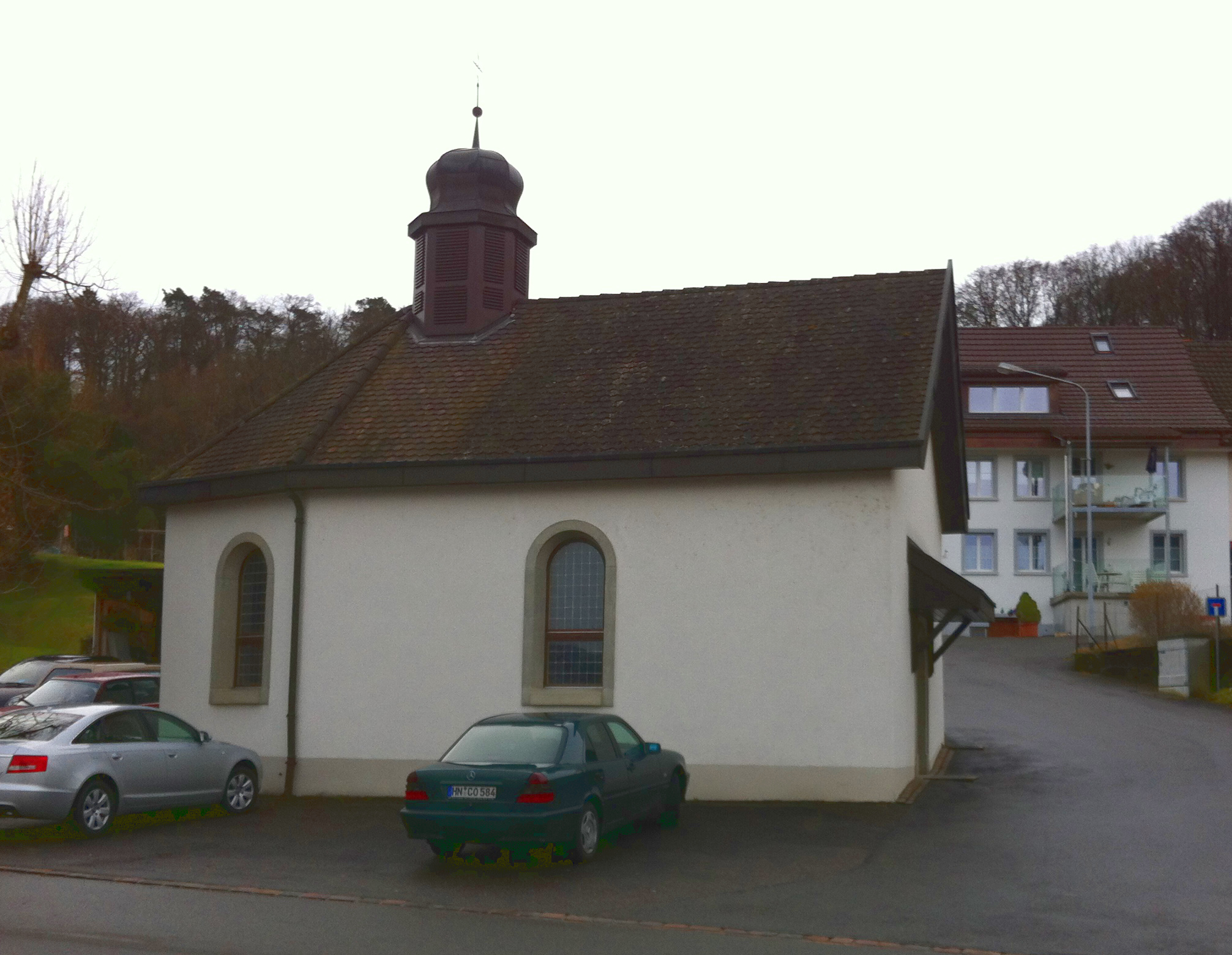
Die Kapelle in Rümikon (leider noch immer keine genaueren Infos zur Glocke)

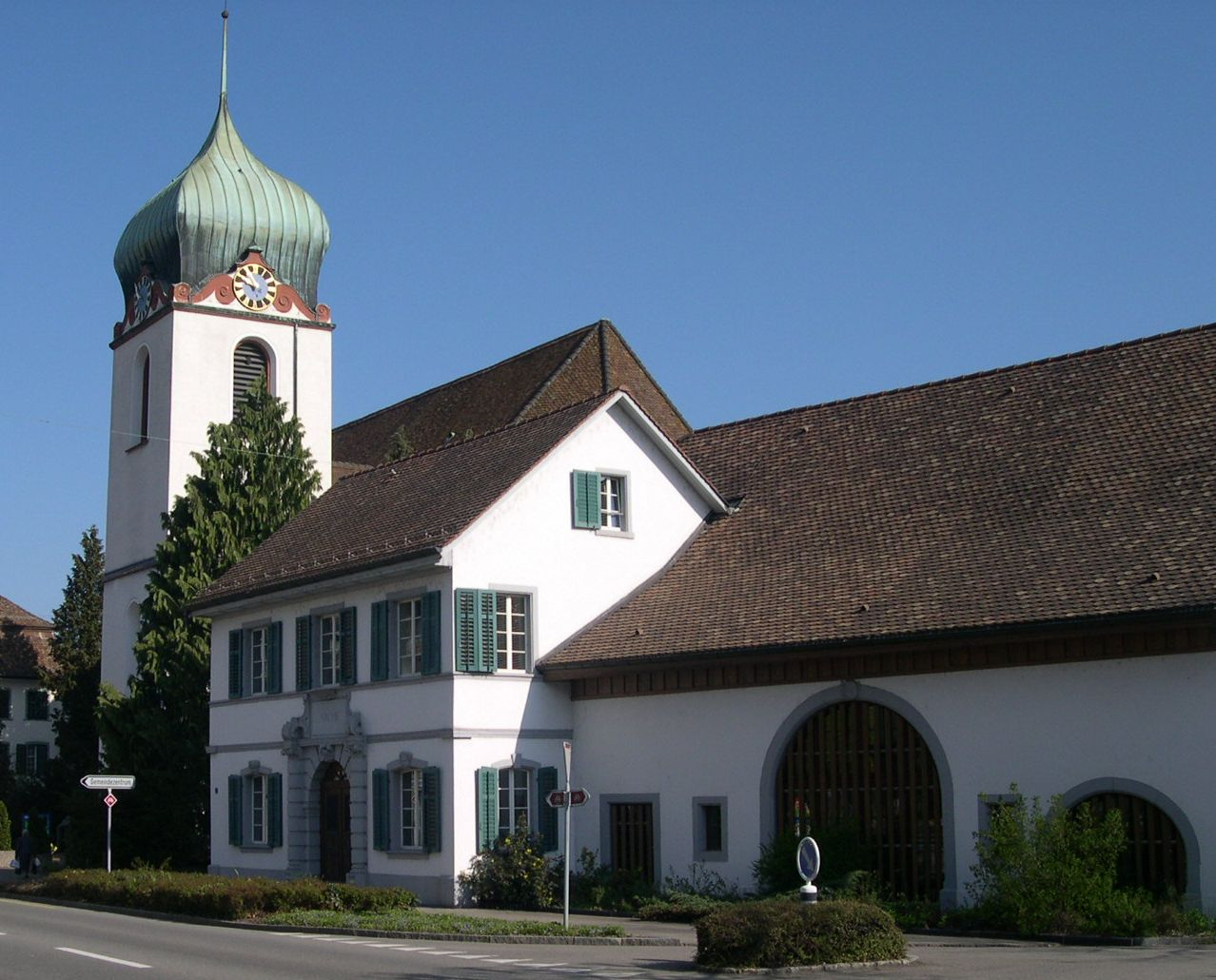
Linke Bildhälfte: Das ehemalige Portal der Schwarzwasserstelz

Die Wasserburg auf einem winzigen Felsen im Rhein war ab 1173 bis 1330 Eigentum der Freiherren von Wasserstelz. Schwarzwasserstelz gelangte wie Kaiserstuhl von den Freiherren von Regensberg an den Fürstbischof von Konstanz (1294). Neun Jahre später erwarb der Bischof Heinrich von Klingenberg auch Schwarzwasserstelz und die niedere Gerichtsbarkeit von Fisibach. 1587 besassen die Heggenzer von Wasserstelz die Burg. Von 1587 bis 1831 war sie im Besitz der Familie Tschudi. Seit 1821 gehörte die Burg zum Gemeindegebiet von Fisibach. Ab Mitte des 19. Jahrhunderts war sie unbewohnt und zerfiel. Schliesslich wurde sie an die Nordostbahn verkauft und 1875 abgetragen. Das von Franz Ludwig Wind, einem Bildhauer aus Kaiserstuhl, geschaffene Eingangsportal der Burg aus Kalksandstein von 1776 und zwei Fenster wurden 1875 in die Fassade des Wohnhauses des Tierarztes Samuel Moor in Zurzach, heute an der Promenadestrasse 17, (Haus Arche, Evangelisch Reformiertes Pfarrhaus, eingebaut). Das ehemalige Schlossglöckchen hängt im Dachreiter der Kapelle von Rümikon.

## Heutige Situation
Die frühere Schloss-Insel war vor Aufstau des Rheins, der mit der Inbetriebnahme des zwischen 1938 und 1941 erstellten Kraftwerks Reckingen erfolgte, um etliches grösser. Im Jahr 1938 wurde die Insel von der Schweizer Armee für die Grenzbefestigungen der Schweiz mit dem Infanteriebunker A4203 für zwei Maschinengewehre überbaut, der bis heute dort steht und mittlerweile im Privatbesitz einer Stiftung ist.

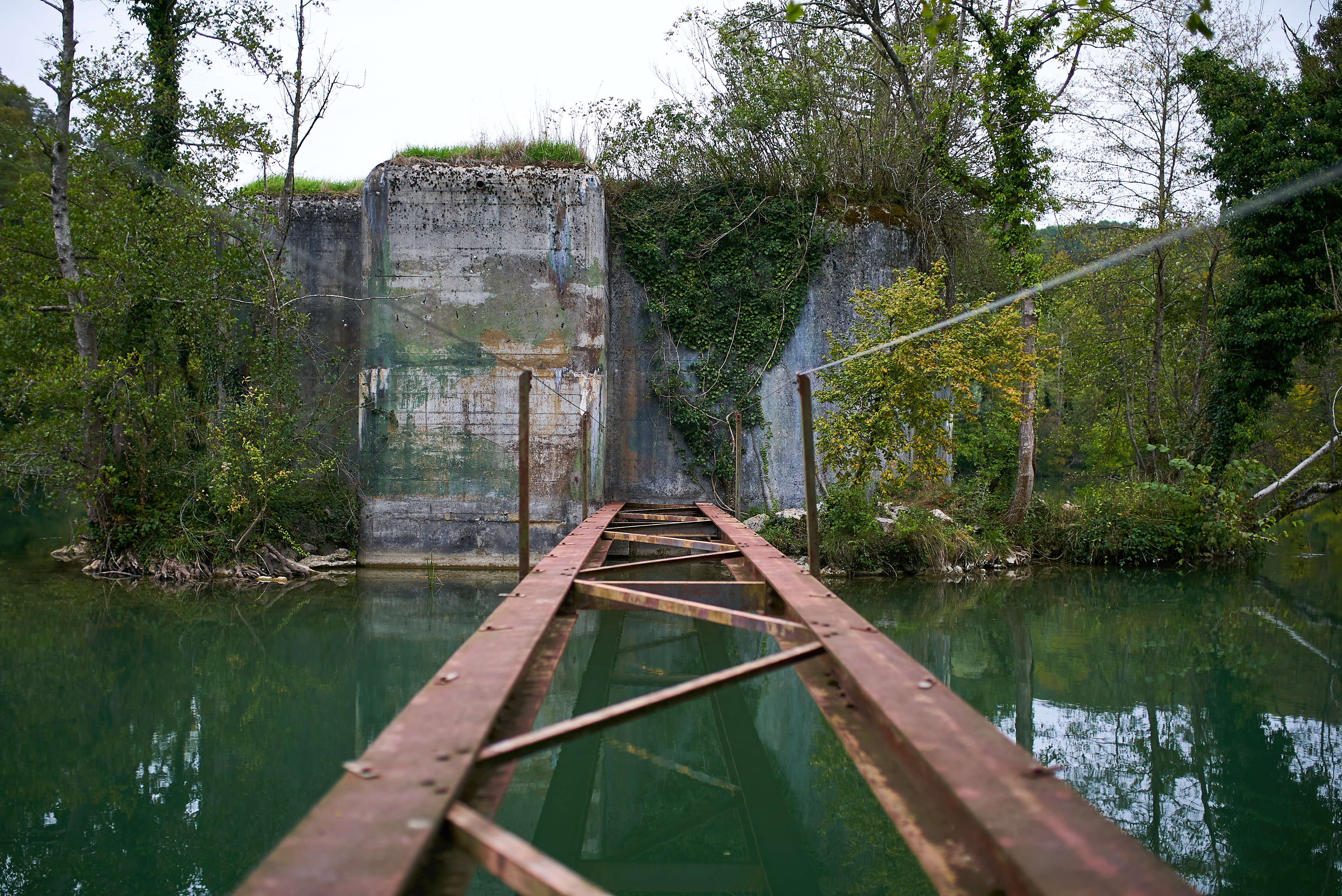
Bunker an der Stelle des ehemaligen Schlosses Schwarzwasserstelz

## Künstlerische Rezeption
- Gottfried Keller schilderte das Rheinschloss in seiner Erzählung Hadlaub.
- Ein Gemälde, Pieter Francis Peters zugeschrieben, zeigt die Burg im Winter.

## Wappen

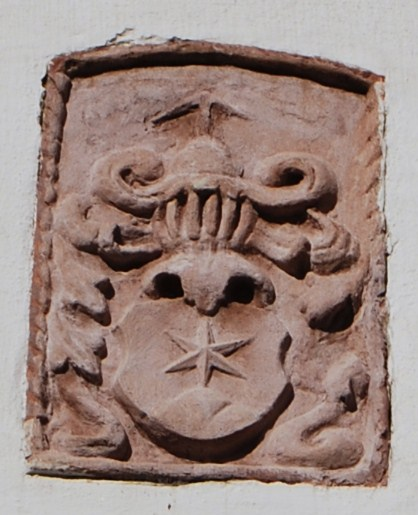
Wappen der Äbtissin Agathe Hegenzer von Wasserstelz am Damenstift Säckingen

- Das Wappen der Freiherren von Wasserstelz zeigt drei sitzende Wasserstelzen, vgl. das heutige Wappen der Gemeinde Fisibach, Kt. Aargau, Schweiz
- Das Wappen der Hegenzer zeigt einen sechsstrahligen Stern auf einem Dreiberg.